# Torneo Regional del Oeste
El Torneo Regional del Oeste, Torneo Regional Cuyano o Top 10 de Cuyo es una competencia regional de rugby en Argentina.
La competencia comienza en el año 1945 e incluye clubes de las provincias de Mendoza, San Juan y San Luís. Es decir, incluye a las uniones Cuyo, San Juan y San Luis. Además, en esta edición compitió el club chileno Universidad Católica. 
Es uno de los 7 torneos clasificatorios para el Torneo del Interior y el campeonato de rugby en el que se enfrentan los mejores clubes de Argentina Torneo Nacional de Clubes.

## Participantes
Los equipos presentados para la temporada Cuyo 2024 son:
- Marista Rugby Club.

- Liceo Rugby Club.

- Club Personal Banco Mendoza.

- Teqüe Rugby Club.

- Los Tordos Rugby Club.

- Banco Rugby Club.

- Mendoza Rugby Club.

- Universidad Nacional de San Juan (San Juan).

- San Juan Rugby Club (San Juan).

- Huazihul Rugby Club (San Juan).

## Historial
| Año  | Campeón                                    | Definición                                 | Finalista                                  |
| ---- | ------------------------------------------ | ------------------------------------------ | ------------------------------------------ |
| 1966 | Marista Rugby Club                         |                                            |                                            |
| 1967 | Marista Rugby Club                         |                                            |                                            |
| 1968 | Marista Rugby Club                         |                                            |                                            |
| 1969 | Marista Rugby Club                         |                                            |                                            |
| 1970 | Marista Rugby Club                         |                                            |                                            |
| 1971 | Marista Rugby Club                         |                                            |                                            |
| 1972 | Marista Rugby Club                         |                                            |                                            |
| 1973 |                                            |                                            |                                            |
| 1974 | Marista Rugby Club                         |                                            |                                            |
| 1975 |                                            |                                            |                                            |
| 1976 | Marista Rugby Club                         |                                            |                                            |
| 1977 |                                            |                                            |                                            |
| 1978 | Marista Rugby Club                         |                                            |                                            |
| 1979 | Marista Rugby Club                         |                                            |                                            |
| 1980 | Marista Rugby Club                         |                                            |                                            |
| 1981 | Marista Rugby Club                         |                                            |                                            |
| 1982 |                                            |                                            |                                            |
| 1983 | Marista Rugby Club y Mendoza Rugby Club    | Marista Rugby Club y Mendoza Rugby Club    | Marista Rugby Club y Mendoza Rugby Club    |
| 1984 | Marista Rugby Club                         |                                            |                                            |
| 1985 | Liceo Rugby Club                           |                                            |                                            |
| 1986 | Mendoza Rugby Club                         |                                            |                                            |
| 1987 | Marista Rugby Club                         |                                            |                                            |
| 1988 | Los Tordos Rugby Club                      |                                            |                                            |
| 1989 | Mendoza Rugby Club                         |                                            |                                            |
| 1990 | Los Tordos Rugby Club                      |                                            |                                            |
| 1991 | Los Tordos Rugby Club                      |                                            |                                            |
| 1992 | Los Tordos Rugby Club                      |                                            |                                            |
| 1993 | Los Tordos Rugby Club                      |                                            | Liceo Rugby Club                           |
| 1994 | Los Tordos Rugby Club                      |                                            | Mendoza Rugby Club                         |
| 1995 | Los Tordos Rugby Club y Marista Rugby Club | Los Tordos Rugby Club y Marista Rugby Club | Los Tordos Rugby Club y Marista Rugby Club |
| 1996 | Liceo Rugby Club                           |                                            | Los Tordos Rugby Club                      |
| 1997 | Liceo Rugby Club                           |                                            | Marista Rugby Club                         |
| 1998 | Marista Rugby Club                         |                                            | Liceo Rugby Club                           |
| 1999 | Marista Rugby Club                         |                                            | Los Tordos Rugby Club                      |
| 2000 | Marista Rugby Club                         | 38 - 16                                    | Universidad Católica                       |
| 2001 | Los Tordos Rugby Club                      | 20 - 5                                     | Marista Rugby Club                         |
| 2002 | Los Tordos Rugby Club                      | 20 - 17                                    | Marista Rugby Club                         |
| 2003 | Los Tordos Rugby Club                      | 35 - 28                                    | Mendoza Rugby Club                         |
| 2004 | Los Tordos Rugby Club                      | 25 - 19                                    | Mendoza Rugby Club                         |
| 2005 | Los Tordos Rugby Club                      | 35 - 15                                    | Liceo Rugby Club                           |
| 2006 | Marista Rugby Club                         | 26 - 3                                     | Teqüe R.C.                                 |
| 2007 | Mendoza Rugby Club                         | 25 - 22                                    | Los Tordos Rugby Club                      |
| 2008 | Los Tordos Rugby Club                      | 14 - 6                                     | Teqüe R.C.                                 |
| 2009 | Liceo Rugby Club                           | 28 - 14                                    | Marista Rugby Club                         |
| 2010 | Liceo Rugby Club                           | 11 - 8                                     | Marista Rugby Club                         |
| 2011 | Marista Rugby Club                         | 22 - 21                                    | Liceo Rugby Club                           |
| 2012 | Liceo Rugby Club                           | 34 - 27                                    | Marista Rugby Club                         |
| 2013 | Los Tordos Rugby Club                      | 26 - 23                                    | Liceo Rugby Club                           |
| 2014 | Los Tordos Rugby Club                      | 34 - 33                                    | Marista Rugby Club                         |
| 2015 | Marista Rugby Club                         | 20 - 13                                    | Mendoza Rugby Club                         |
| 2016 | Liceo Rugby Club                           | 28 - 25                                    | Marista Rugby Club                         |
| 2017 | Los Tordos Rugby Club                      | 32 - 20                                    | Liceo Rugby Club                           |
| 2018 | Los Tordos Rugby Club                      | 22 - 20                                    | Marista Rugby Club                         |
| 2019 | Marista Rugby Club                         | 20 - 12                                    | Los Tordos Rugby Club                      |
| 2020 | Cancelado por Covid-19                     | Cancelado por Covid-19                     | Cancelado por Covid-19                     |
| 2021 | Marista Rugby Club                         | 20 - 17                                    | Los Tordos Rugby Club                      |
| 2022 | Teque R.C.                                 | 26 - 24                                    | Marista Rugby Club                         |
| 2023 | Marista Rugby Club                         | 70 - 14                                    | Liceo Rugby Club                           |
| 2024 | Marista Rugby Club                         | 20 - 13                                    | Los Tordos Rugby Club                      |

## Palmarés
| Club                  | Títulos | Subtítulos |
| --------------------- | ------- | ---------- |
| Marista Rugby Club    | 27      | 11         |
| Los Tordos Rugby Club | 16      | 6          |
| Liceo Rugby Club      | 7       | 6          |
| Mendoza Rugby Club    | 5       | 4          |
| Teqüe Rugby Club      | 1       | 2          |